# درگ-اون
درگ-اون (انگلیسی: Drag-On؛ زادهٔ ۴ ژانویهٔ ۱۹۷۹) با نام اصلی ملوین جیسون اسمالز خواننده و ترانه‌سرا هیپ هاپ و بازیگر اهل ایالات متحده آمریکا است. وی از سال ۱۹۹۷ میلادی تاکنون مشغول فعالیت بوده‌است.
از فیلم‌ها یا برنامه‌های تلویزیونی که وی در آن نقش داشته‌است می‌توان به زاده برای مرگ، زخم‌های خروج اشاره کرد.